# Mercatino Conca
Mercatino Conca là một đô thị ở tỉnh Pesaro và Urbino trong vùng Marche, nằm cách 90 km về phía tây bắc của Ancona và khoảng 35 km về phía tây của Pesaro. Tại thời điểm ngày 31 tháng 12 năm 2004, đô thị này có dân số 1.073 và diện tích là 14,5 km².

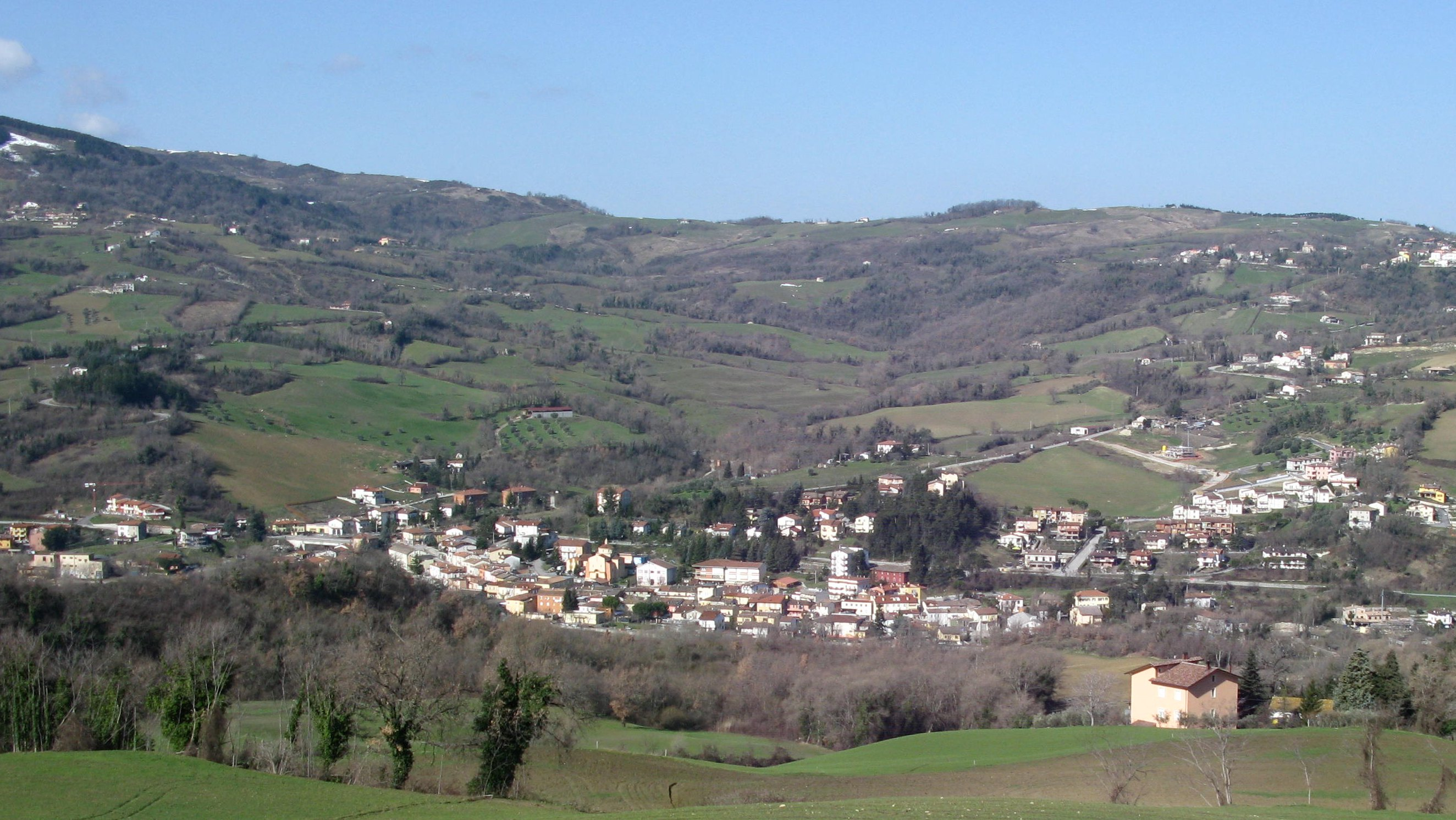
Mercatino Conca

Mercatino Conca giáp các đô thị sau: Auditore, Gemmano, Monte Cerignone, Monte Grimano, Sassocorvaro, Sassofeltrio, Tavoleto.